# Fernando Tarrida del Mármol

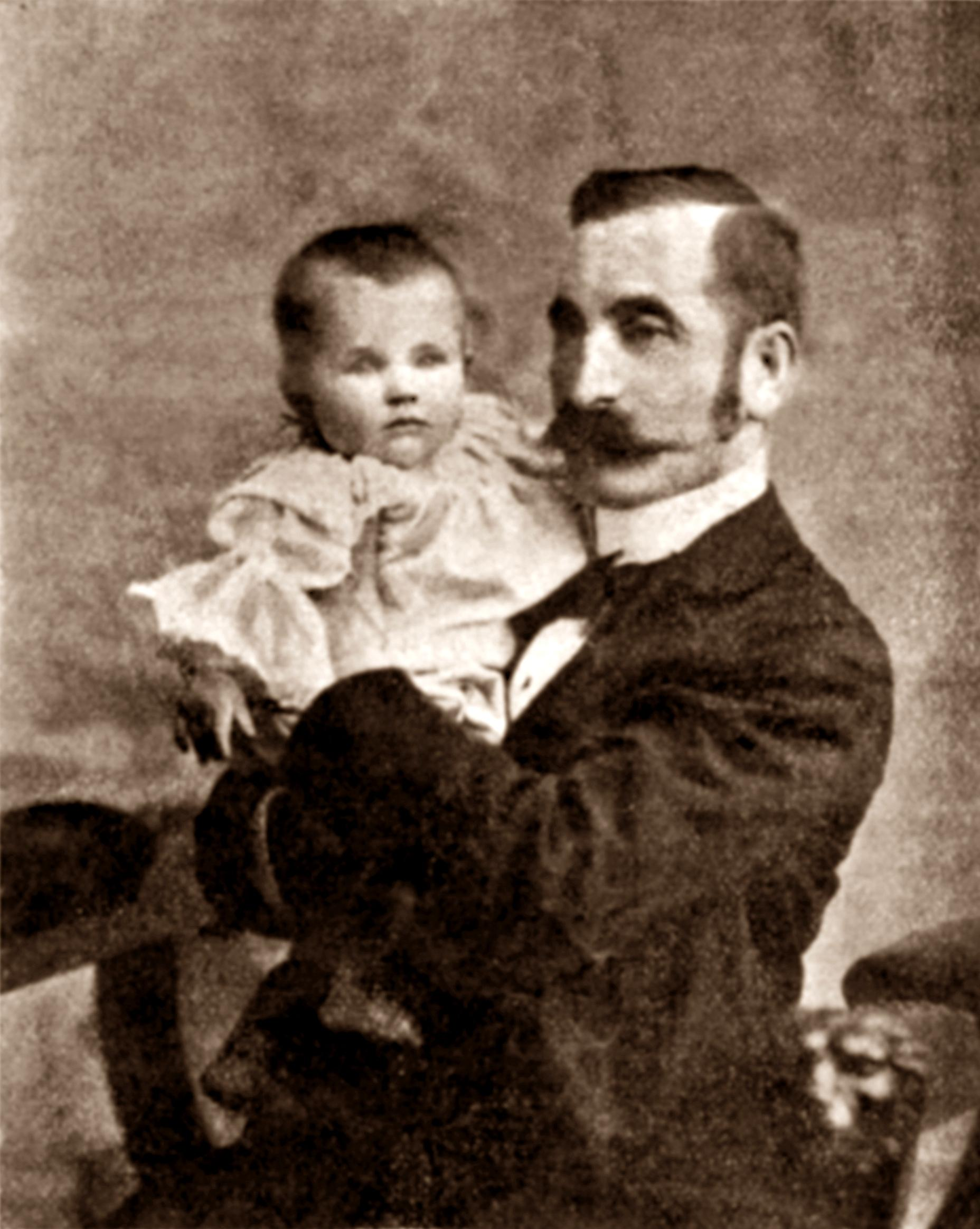
Fernando Tárrida del Mármol mit einem Kind im Arm

Fernando Tarrida del Mármol (* 2. August 1861 in Havanna; † 1915 in London) war ein kubanischer anarchistischer Autor.
Er wurde in eine wohlhabende Familie katalanischer Emigranten geboren und war Neffe des kubanischen Generals Donato Mármol. Er studierte Ingenieurwissenschaften in Barcelona, Toulouse und Madrid und wurde Professor und Direktor der polytechnischen Schule in Barcelona. Dort schrieb Tarrida del Mármol Artikel in den Zeitschriften Acracia, La Revista Blanca und El Productor, bei denen er mit Teresa Claramunt, Federico Urales und Francesc Ferrer i Guàrdia zusammenarbeitete. Wegen der Prozesse von Montjuïc 1896 suchte und fand Tarrida del Mármol Asyl in Frankreich, Belgien und schlussendlich in London, wo er weiterhin die anarchistischen Ideale hochhielt und 1915 starb.

## Veröffentlichungen
- To the Inquisitors of Spain, 1897. Online verfügbar (englisch)
- At the Bar of Justice, 1897. Online verfügbar (englisch)
- Cubans in the Prison Camp of Ceuta, 1897. Online verfügbar (englisch)
- The Inquisition in Porto Rico, 1897. Online verfügbar (englisch)